# Список дипломатических миссий Эсватини

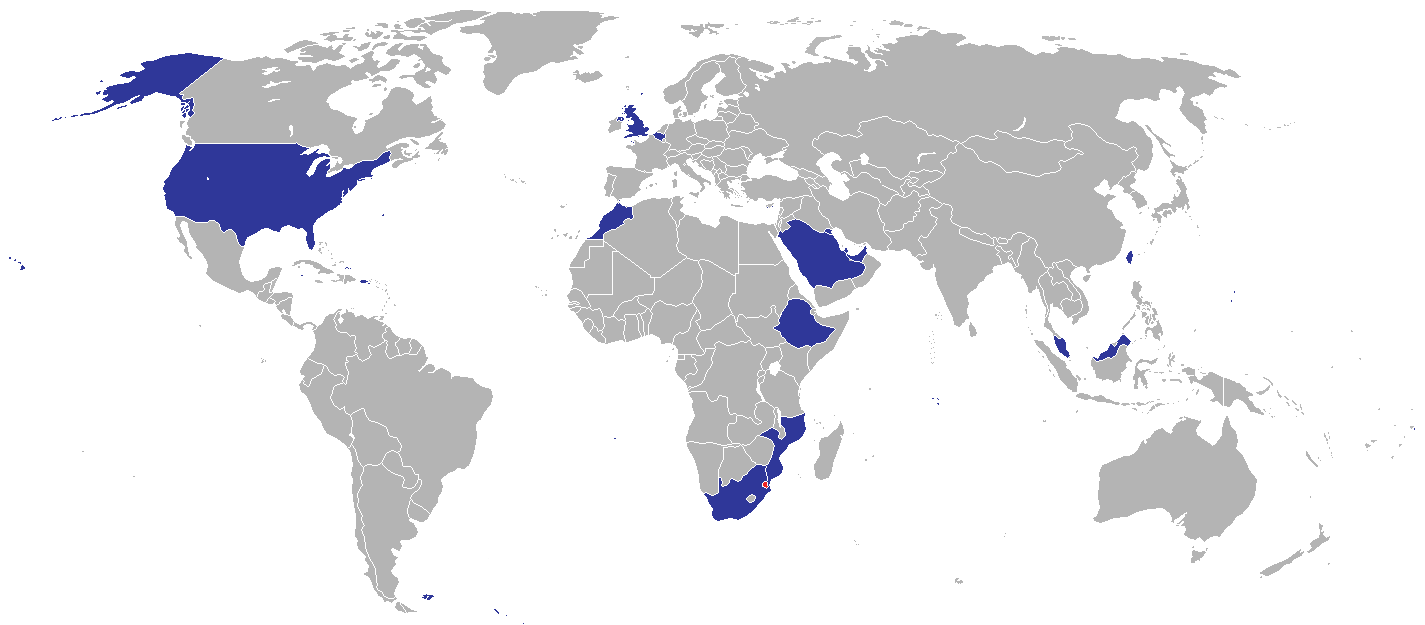
Дипломатические миссии Свазиленда

Список дипломатических миссий Свазиленда — перечень дипломатических миссий (посольств) и представительств Свазиленда в странах мира.

## Европа
- Великобритания

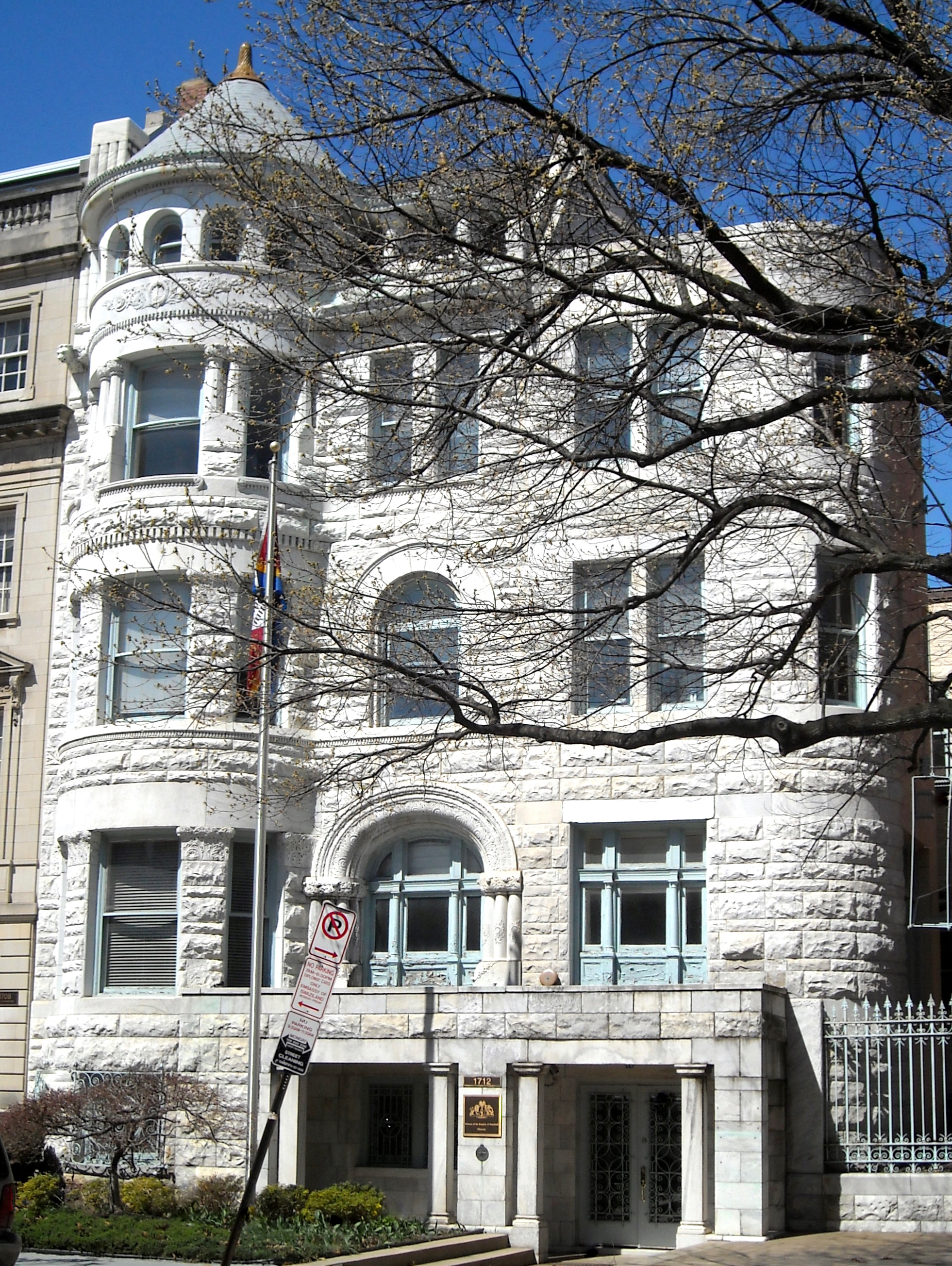
Посольство Свазиленда в Вашингтоне

  - Лондон (высшее уполномоченное представительство)
- Бельгия
  - Брюссель (посольство)

## Азия
- Катар
  - Доха (посольство)
- Китайская Республика
  - Тайбэй (посольство)
- Малайзия
  - Куала-Лумпур (высшее уполномоченное представительство)

## Америка
- США
  - Вашингтон (посольство)

## Африка
- Мозамбик
  - Мапуту (высшее уполномоченное представительство)
- Эфиопия
  - Аддис-Абеба (посольство)
- ЮАР
  - Претория (высшее уполномоченное представительство)
  - Йоханнесбург (консульство)

## Международные организации
- Брюссель (представительство при ЕС)
- Нью-Йорк (постоянное представительство при ООН)